# Хамбрикен
Хамбрикен (њем. Hambrücken) општина је у њемачкој савезној држави Баден-Виртемберг. Једно је од 32 општинска средишта округа Карлсруе. Према процјени из 2010. у општини је живјело 5.431 становника. Посједује регионалну шифру (AGS) 8215029.

## Географски и демографски подаци
Хамбрикен се налази у савезној држави Баден-Виртемберг у округу Карлсруе. Општина се налази на надморској висини од 107 метара. Површина општине износи 11,0 km². У самом мјесту је, према процјени из 2010. године, живјело 5.431 становника. Просјечна густина становништва износи 495 становника/km².

## Међународна сарадња
| Мјесто      | Држава    | Врста сарадње | Од    |
| ----------- | --------- | ------------- | ----- |
| Ла Буесијер | Француска | партнерство   | 1993. |
| Извор       |           |               |       |